# 유미토리촌
유미토리촌(弓取村)은 이시카와현 이시카와군에 존재했던 촌이다.

## 역사
- 1889년 4월 1일 - 정촌제 시행에 의해 6개 촌의 구역을 가지고 이시카와군 유미토리촌이 성립하였다.
- 1925년 4월 1일 - 가나자와시에 편입되어, 동일 유미토리촌은 폐지되었다.